# (3753) Cruithne
(3753) Cruithne est un astéroïde géocroiseur de classe Aton mesurant environ cinq kilomètres de diamètre. Son orbite, de période quasi égale à celle de la Terre, l'a parfois fait surnommer à tort « seconde lune de la Terre » bien qu'il ne soit pas un satellite de celle-ci mais un compagnon ayant une orbite en fer à cheval.

## Découverte
Cruithne fut découvert le 10 octobre 1986 par l'astronome amateur J. Duncan Waldron sur une photographie prise par le télescope de Schmidt de l'observatoire de Siding Spring (413) à Coonabarabran en Nouvelle-Galles du Sud (Australie). Sa découverte, sous la désignation provisoire 1986 TO, fut annoncée le 14 octobre 1986 par une circulaire du Bureau central des télégrammes astronomiques de l'Union astronomique internationale.
Préalablement, Cruithne avait été observé, le 10 octobre 1983, sous la désignation 1983 UH, par l'astronome italien Giovanni De Sanctis et son confrère danois Richard M. West à l'observatoire de La Silla (809) de l'Observatoire européen austral au Chili.
Conrad M. Bardwell identifia 1986 TO à 1983 UH.
Son orbite inhabituelle ne fut pas déterminée avant 1997, par Paul A. Wiegert et Kimmo A. Innanen, de l'Université d'York à Toronto, et Seppo Mikkola, de l'Université de Turku en Finlande.
L'astéroïde porte le nom des Cruithnes qui habitèrent l'Écosse et des parties de l'Irlande entre 800 av. J.-C. et 1000 ; le nom se réfère peut-être plus spécifiquement à leur légendaire premier chef, également nommé Cruithne. Il se prononce plus ou moins « crigne » (/ˈkrɪhnʲə/ en irlandais).

## Dimensions et orbite

L'orbite de Cruithne (en rouge) vue depuis la Terre, a la forme d'un haricot (en jaune) ; la Terre est fixe dans un système de référence en rotation.

Les orbites héliocentriques de la Terre (en bleu) et de Cruithne (en rouge).

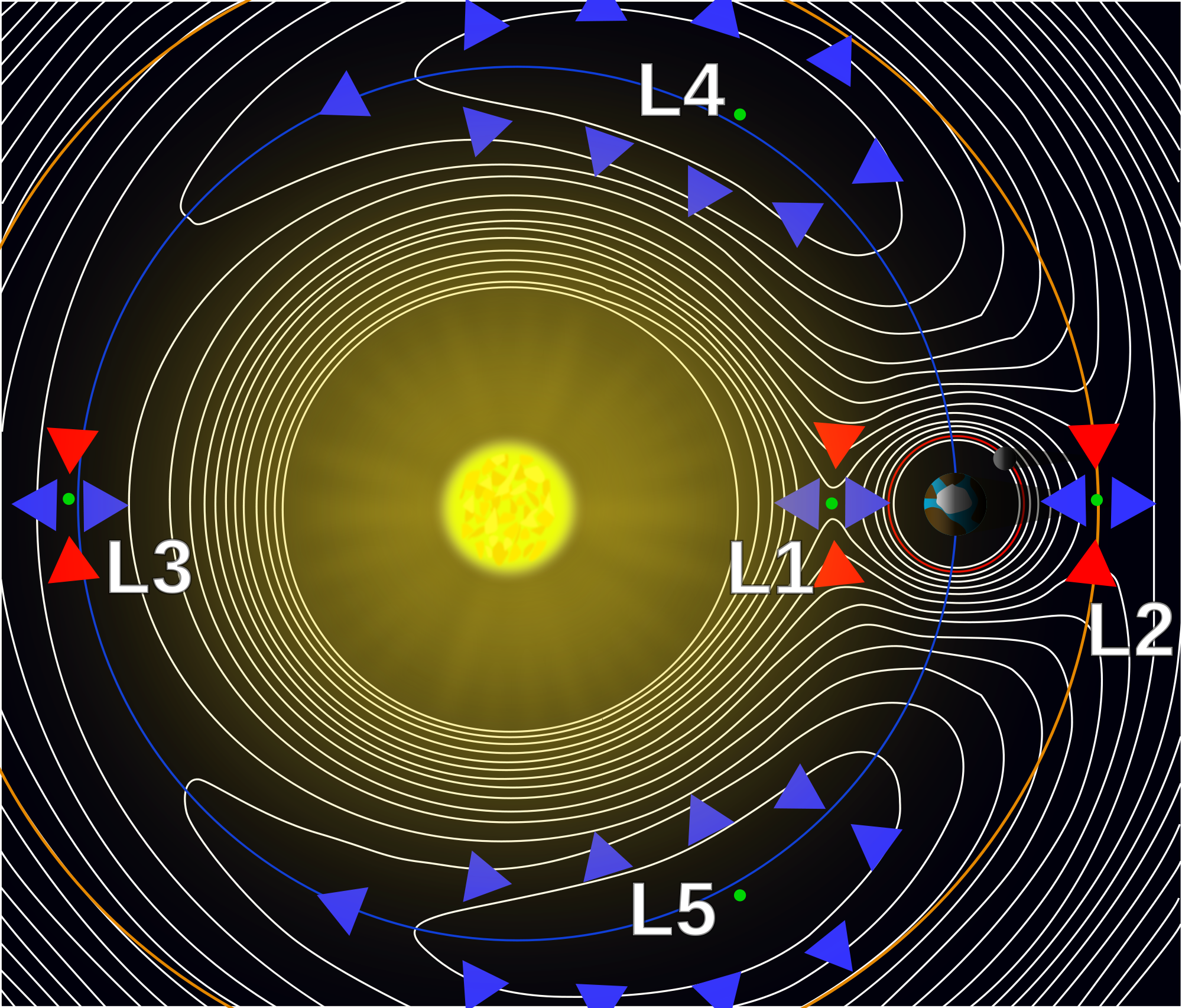
Les cinq points de Lagrange du système Soleil-Terre.

Cruithne fait environ 5 kilomètres de diamètre. Il est situé sur une orbite elliptique normale autour du Soleil, avec une période orbitale quasiment égale à celle de la Terre. Cruithne parcourt son orbite elliptique en un peu moins d'un an, s'approchant pratiquement jusqu'à l'orbite de Mercure et s'éloignant au-delà de celle de Mars. Du point de vue d'un observateur terrestre, Cruithne décrit une trajectoire ressemblant à une sorte de haricot, une boucle autour du point de Lagrange L4. Au plus près, Cruithne est distant de la Terre d'environ 12 millions de km (30 fois la distance Terre-Lune) ; au plus loin, l'angle Terre-Soleil-Cruithne atteint 120°.
La période orbitale de Cruithne étant très légèrement plus courte que celle de la Terre, le « haricot » se décale petit à petit, s'éloignant de la Terre dans un premier temps, passant de l'autre côté du Soleil avant de revenir à peu près jusqu'au point de Lagrange L4 en environ 385 ans. À ce moment-là, la Terre et Cruithne procèdent à un échange d'énergie orbitale (un effet d'appui gravitationnel), affectant l'orbite de Cruithne d'un peu plus d'un demi-million de kilomètres (et celle de la Terre d'environ 1,3 cm). La période de révolution de Cruithne devient alors plus grande que celle de la Terre et la trajectoire de l'astéroïde se décale à nouveau petit à petit, dans le sens inverse. Le phénomène se répète dans l'autre sens 385 ans plus tard, raccourcissant la période de révolution de Cruithne afin de procéder à nouveau au processus. Globalement, Cruithne décrit donc une orbite en fer à cheval du point de vue de la Terre.
Bien qu'on pense que l'orbite de Cruithne ne soit pas stable à long terme (à plus de 5 000 ans), il est possible qu'il soit dans cette configuration de résonance orbitale depuis 100 000 ans. Cruithne s'est approché au plus près de la Terre en 1902, sera à nouveau proche vers 2292 mais de l'autre côté du fer-à-cheval, puis encore une fois vers 2676.
Il n'existe aucun risque de collision entre Cruithne et la Terre, les deux corps ne s'approchant jamais à moins de 12 millions de kilomètres. Cruithne n'est jamais visible à l'œil nu à aucun endroit de son orbite.

## Projet d'exploration
En 2013, Pierpaolo Pergola, de l'Université de Pise, a proposé un projet d'exploration de Cruithne.

## Objets similaires
Plusieurs autres objets situés sur des orbites en résonance similaire à celle de Cruithne ont depuis été trouvés, parmi lesquels (54509) YORP, (85770) 1998 UP1, 2002 AA29, 2003 YN107, (164207) 2004 GU9, (10563) Izhdubar, (66063) 1998 RO1, (85990) 1999 JV6 et (419624) 2010 SO16.
2003 YN107, 2004 GU9 et 2002 AA29 possèdent une orbite dont la position moyenne décrit une courbe qui évolue entre la forme d'un fer à cheval et celle d'un quasi-satellite.
Janus et Épiméthée, deux satellites naturels de Saturne, évoluent également suivant des orbites en fer à cheval. Ces orbites sont plus simples que celle que suit Cruithne mais obéissent aux mêmes principes.
De nombreux astéroïdes troyens ont été détectés autour des points de Lagrange de plusieurs corps (essentiellement Jupiter, mais également Mars, Neptune et certaines lunes de Saturne) mais aucun de ces corps ne suit une orbite en fer à cheval.

## Dans les arts
Cruithne est le lieu central de l'action du roman de science-fiction Temps de Stephen Baxter.